# 辻元玲子
辻元玲子（つじもと れいこ、1972年 - ）は、神奈川県横浜市生まれの日本の画家・イラストレーター、ファッション・アドバイザー、翻訳家。旧名は田村玲子。夫は詩人で戦史・服飾史研究家の辻元よしふみ。2018年に導入の陸上自衛隊の制服（16式常装）改正にかかわり、山崎幸二・陸上幕僚長より陸上幕僚長感謝状を受けた。2019年から、陸上自衛隊需品学校の部外講師（軍装史学）。

## 来歴
神奈川県横浜市に生まれる。父は文教大学名誉教授・元理事長で作曲家の田村徹。音楽一家だったために幼少時からピアノを習うが、すでに本人は絵画の魅力に目覚めていた。漫画家に憧れ、手塚治虫に強い影響を受け、そのファンクラブにも入会した。夫・よしふみと組んでの共著では、極めて写実的な歴史復元画、ミリタリーアート、ファッション画を描いている。日本では珍しい制服学Uniformologyの専門画家であり、歴史復元画家・中西立太の指導を受けた。近年は防衛省などの省庁や企業の求めに応じて、服飾史や軍装史の研究に基づいたファッション・デザインの提案や企画、イメージ画製作の仕事を増やしている。

## 年譜
- 1990年、吉祥女子高等学校芸術コース音楽科ピアノ専攻卒業。
- 1994年、桐朋学園大学音楽学部演奏学科声楽専攻卒業。同期にヴァイオリニストの諏訪内晶子がいた。
- 1994年～ ドイツ国立ミュンヘン音楽・演劇大学で声楽を専攻。担当教授は声楽家のハンノ・ブラシュケ。
- 1997年、辻元よしふみと結婚。夫の影響でイラストレーター小松崎茂の画業に魅せられ、絵の道に復帰した。
- 2000年、夫・よしふみと共にコミックマーケットに参加し同人活動（2005年頃まで）。
- 2007年、「軍服のデザイン」（ワールドフォトプレス『デザインがわかる・創刊号』所収）で、夫・辻元よしふみの文章と組んで挿絵画家デビュー。
- 2008年、夫・よしふみとの共著『スーツ＝軍服！？』刊行を機に、イラストレーターの中西立太、梶田達二、小松崎一門の髙荷義之、水野行雄らの知遇を得る。
- 2009年、日本出版美術家連盟に入会（2014年退会）。
- 2011年、日本理科美術協会に入会。（2017年退会）。
- 2012年、第38回東京展（東京都美術館）に初出展。粋美挿画展（東京堂書店）に出展。
- 2016年12月2日付けの朝日新聞・第3社会面「ニュース Q3」コーナーの「ナチス風－批判浴びた欅坂46衣装」（秋山惣一郎記者）に夫の辻元よしふみがコメント。玲子のイラストも掲載。
- 2017年、服飾文化学会に入会。
- 2017年10月21日　東京家政大学で服飾文化学会主催の講演会「軍服 その歴史とイラストレーション」を、辻元よしふみと共に行う。
- 2018年8月1日　陸上自衛隊の幹部親睦団体の機関誌「修親」8月号に、「軍装史から見た陸自新常装（上）」を掲載。以後、10月号まで連載。
- 2019年10月、ALSOKの季刊誌「Always」64号より「ガードマンの制服物語」連載開始。2023年7月、連載16回で終了。
- 2020年11月5日、宝塚歌劇団の機関誌歌劇の解説記事「黒燕尾の誕生！」にイラスト掲載。
- 2021年5月13日放送のNHKBSプレミアム「ヒューマニエンス」にイラスト提供（～衣服～服の色の秘密）。
- 2022年7月20日より、毎月第1、第3水曜日午後10時から、FＭルピナスでラジオの冠番組「辻元よしふみ＆玲子のファッションど真ん中！」放送開始。YouTubeでも同時に動画配信。
- 2024年6月7日、NHK総合「チコちゃんに叱られる!」の「学ランのナゾ」にイラスト提供。
- 2024年8月24日、鏡リュウジ主催の東京アストロロジー・スクール夏季特別セミナー「呪術と魔法と占いと」に出演。
- 2025年7月、エクスナレッジの建築知識7月号「イスラムの建物と街並み詳細絵巻」で「イスラム圏の武器・甲冑」のイラストを担当。
- 2025年8月「オンワード樫山」のYouTube チャンネル オンワード樫山 BE SUITS!!：https://www.youtube.com/@be_suits の「服学。」に辻元よしふみと出演。

## 主要な著書・翻訳書
- 『まんがで楽典』（全音楽譜出版社）1995　田村玲子名義。
- 『スーツ＝軍服！？』（彩流社）2008　辻元よしふみと共著。
- 『図説　軍服の歴史5000年』（彩流社）2012　辻元よしふみと共著。
- 『図説世界軍服歴史5000年』（張永訳・東方出版社）2014　上記の本の中国語版。
- 『華麗なるナポレオン軍の軍服』（翻訳監修　リュシアン・ルスロ著）（マール社）2014
- 『イギリス文化事典』（丸善出版）に執筆。2014
- 『軍装・服飾史カラー図鑑』（イカロス出版）2016　辻元よしふみと共著。帯の推薦文はファッションデザイナーのコシノジュンコ。
- 『圖鑑版 軍裝、紳士服飾史』（黃琳雅訳・楓樹林)。上記の本の台湾版。
- 『図説 戦争と軍服の歴史』(辻元よしふみと共著）（河出書房新社）2021
- 『写真でたどる麗しの紳士服図鑑』(翻訳・日本語版監修　リディア・エドワーズ著）（河出書房新社）2023
- 韓国語版『전쟁과 군복의 역사』（戦争と軍服の歴史）（キム・ヒョジン訳・AKコミュニケーションズ）2023
- 『私はアウシュヴィッツと5つの収容所を生きのびナチス・ハンターとなった』（監訳。辻元よしふみ翻訳。ヨセフ・レフコヴィチ、マイケル・カルヴィン著)（河出書房新社）2024
- 『ヒトラーと戦ったユダヤ人特殊部隊』（語学監修。辻元よしふみ翻訳。ブルース・ヘンダーソン著）（河出書房新社）2024
- 『ビジュアル図鑑 魔導書の歴史』（翻訳。辻元よしふみ共訳。オーウェン・デイヴィス著）（河出書房新社）2024
- 『軍装・服飾史カラー図鑑 増補版』（イカロス出版）2024　辻元よしふみと共著。
- 『バルバロッサ 最前線のドイツ兵が見た独ソ戦』（語学監修。辻元よしふみ翻訳。ジョナサン・トリッグ著）（河出書房新社）2024
- 『古代ローマ帝国大図鑑』（監訳。辻元よしふみ翻訳。アンドリュー・ジェームス・シレット他）（河出書房新社）2024
- 『イラストでたどる西洋ファッション年表 ビザンツ帝国時代から20世紀初頭のモダンファッションまで』（日本語版監修）（ホビージャパン）2025
- 『魔術教本』（翻訳。辻元よしふみ共訳。アナスタシア・グレイウルフ著）（河出書房新社）2025